# Бланмон, Исидор Мари Пьер де
Мари Пьер Изидор де Бланмон (фр. Marie Pierre Isidore de Blanmont; 23 февраля 1770[…], Жизор — 8 декабря 1846, Жизор) — французский военный деятель, бригадный генерал (1811 год), барон (1809 год), участник революционных и наполеоновских войн.

## Биография
Родился в семье директора почты Афродиза Виктора Тома де Бланмона (фр. Aphrodisie Victor Thomas de Blanmont; —1800) и его супруги Марии Элизабет Журдэн (фр. Marie Elisabeth Jourdain). 15 июля 1786 года поступил на военную службу солдатом Оверньского пехотного полка. 16 мая 1790 года вышел в отставку в чине капрала.
6 сентября 1792 года присоединился к 3-му батальону волонтёров департамента Эр и 19 сентября был избран сослуживцами капитаном. 11 июня 1793 года командовал ротой в сражении при Арлоне и был ранен сабельным ударом в правое плечо, когда атаковал батарею из четырёх орудий, два из которых попали под его власть. Позже он был включён в повестку дня армии за его поведение во время боёв у Мобёжа. 4 ноября 1793 года стал адъютантом генерала Тюрро де Гарамбувиля в Западной армии. 6 марта 1794 года потерял двух лошадей, убитых под ним, и получил три штыковых ранения (одно сквозное) в бою при Вьере близ Шоле, за что прямо на поле битвы был награждён чином полковника штаба. Затем по приказу генерала Тюрро прорвался во главе 22 драгун 2-го полка через Вандейскую армию в Паллюо и доставил приказ командующего генералу Аксо в Сен-Леже-ле-Вине. Этим смелым поступком он способствовал возникновению движения, от которого зависел успех дела на болотах Буэ. 16 августа 1794 года в Машкуле был отстранён от службы декретом Комитета общественного спасения.
22 августа 1796 года получил разрешение вернуться к активной службе с назначением в 128-ю полубригаду линейной пехоты с чином капитана. 1 октября 1797 года произведён в командиры батальона и вновь стал адъютантом генерала Тюрро, принимал участие в кампаниях 1798-1800 годов в рядах Самбро-Маасской, Майнцской, Гельветической, Дунайской и Итальянской армий. Был пять раз ранен.
25 сентября 1799 года произведён на поле боя генералом Массена в полковники. 21 апреля 1800 года он командовал авангардом армейского корпуса генерала Тюрро, в бою у моста Эксиллеса в Пьемонте, вошёл в долину Суза, преследовал врага до Шомона и отошёл к Эксиллесу, взяв много пленных. Противник, вернувшись боеспособным через несколько часов, попытался захватить построенный через Дуару мост, но Бланмон, встав во главе гренадеров 28-й пехотной полубригады, бросился на этот мост, и враги уже начали беспорядочно отступать, когда в него попадала пуля, которая пробила его правое бедро и сбросила его на землю. Противник теряет в этом деле довольно большое количество людей и два артиллерийских орудия. С 24 сентября 1801 года служил в 23-м военном округе на Корсике. В рядах Итальянской армии участвовал в кампании 1806 года, находился при осадах Чивителла-дель-Тронто и Гаэты. В 1807 году был назначен начальником штаба 2-й пехотной дивизии генерала Молитора. Под началом маршала Брюна сражался в Шведской Померании. Участвовал в захвате Штральзунда и острова Рюген.
28 марта 1808 года возглавил 105-й полк линейной пехоты. В ходе Австрийской кампании 1809 года состоял в 3-й бригаде (72-й и 105-й линейные полки) генерала Брена пехотной дивизии генерала Сент-Илера. Отличился 22 апреля при Экмюле. Он получил во время этой кампании два довольно серьёзных ранения и имел под собой несколько убитых лошадей. Маршал Даву, в корпусе которого он тогда служил, неоднократно хвалил его поведение.
6 августа 1811 года произведён в бригадные генералы. Служил в 14-м военном округе. 25 марта 1812 года возглавил 3-ю бригаду (44-й и 126-й полки линейной пехоты) 12-й пехотной дивизии генерала Партуно 9-го армейского корпуса маршала Виктора. Участвовал в Русской кампании, сражался при Смоленске, Бородино, Красном и Борисове. 16 ноября 1812 года ранен пулей в правое колено на Березинской переправе, захвачен в плен и депортирован в Витебск, откуда возвратился на родину только 30 июля 1814 года.
С 1 сентября 1814 года оставался без служебного назначения. 6 октября 1814 года стал командующим 15-го военного округа в Абвиле. В марте 1815 года во время визита в Абвиль по пути в Лилль Людовик XVIII, покинув Париж при приближении Бонапарта, был настолько доволен поведением этого офицера, что возвёл его в чин генерал-лейтенанта. Это назначение не было подтверждено после второго возвращения Бурбонов. Во время «Ста дней» присоединился к Императору и с 26 апреля по 20 июня 1815 года командовал бригадой в Альпийской армии. 9 мая 1815 года избран депутатом Палаты представителей от департамента Эр. 20 июня 1815 года был одним из заместителей комиссара, назначенных Палатой в армию, созданной для защиты Парижа. После второй Реставрации зачислен 30 декабря 1815 года в резерв Генерального штаба. 30 декабря 1818 года вернулся к службе. С 24 февраля 1819 года по 21 апреля 1820 года командовал 1-й суб-дивизией 20-го военного округа, с 22 ноября 1820 года по 14 апреля 1821 года – 1-й суб-дивизией 21-го военного округа, с 8 августа 1830 года по 1 марта 1832 года – 3-й суб-дивизией 1-го военного округа. 14 июня 1832  года вышел в отставку. Затем он удалился в родной Жизор, на улицу Каппвиль, где и умер 8 декабря 1846 года.
13 июля 1851 года в Жизоре, на площади, носящей имя Бланмона, напротив входа в парк замка Жизор, в присутствии 10 000 горожан был торжественно открыт памятник генералу, исполненный из белого мрамора скульптором Антуаном Дебёфом (фр. Antoine Desboeufs; 1793—1862).

## Воинские звания
- Солдат (15 июля 1786 года);
- Капрал (16 мая 1790 года);
- Капитан (19 сентября 1792 года);
- Полковник штаба (6 марта 1794 года);
- Капитан (22 августа 1796 года);
- Командир батальона (1 октября 1797 года);
- Полковник (25 сентября 1799 года, утверждён 19 октября 1799 года);
- Бригадный генерал (6 августа 1811 года).

## Титулы

Герб барона

- Барон Бланмон и Империи (фр. baron Blanmont et de l'Empire; декрет от 15 августа 1809 года, патент подтверждён 29 сентября 1809 года в Шёнбрунне)[4][5].

## Награды
Легионер ордена Почётного легиона (5 февраля 1804 года)
 Офицер ордена Почётного легиона (14 июня 1804 года)
 Кавалер баденского ордена военных заслуг Карла-Фридриха (30 ноября 1807 год)
 Коммандан ордена Почётного легиона (23 апреля 1809 года)
 Кавалер Военного ордена Святого Людовика (26 октября 1814 года)
 Великий офицер ордена Почётного легиона (4 июня 1831 года)